# Dio, patria, famiglia
Dio, patria, famiglia, scritto anche Dio, patria e famiglia, è un trinomio adoperato soprattutto come slogan o motto politico.

## Storia

### Origini
Secondo alcune ricostruzioni il trinomio avrebbe origine in un'opera di Mazzini, Doveri dell'uomo, pubblicata nel 1860. In essa il patriota genovese scriveva infatti che: "Voglio parlarvi, come il core mi detta, delle cose più sante che noi conosciamo, di Dio, dell’Umanità, della Patria, della Famiglia." Mazzini avrebbe così inteso sottolineare i doveri, in aggiunta ai diritti delineati dalla Rivoluzione francese, che a suo avviso da soli avrebbero creato una società materialista, infelice ed egoista. Lo storico Roberto Balzani ha però osservato al proposito come quello di Mazzini sia in realtà un quadrinomio, in cui un ruolo centrale è assunto dall'"Umanità". Nella stessa opera di Mazzini è precisato a tale proposito che: “Quei che v’insegnano morale, limitando la nozione dei vostri doveri alla Famiglia o alla Patria, v’insegnano, più o meno ristretto, l’egoismo, e vi conducono al male per gli altri e per voi medesimi. Patria e Famiglia sono come due circoli segnati dentro uno maggiore che li contiene [l’Umanità]”.

Il trinomio è presente inoltre in altri scritti dell'Ottocento in italiano e latino, tra i quali il saggio filosofico Nuovi discorsi del tempo o Famiglia, Patria e Dio di Augusto Conti del 1897, ed è ricorrente anche come tematica in alcuni scritti di Giosuè Carducci.

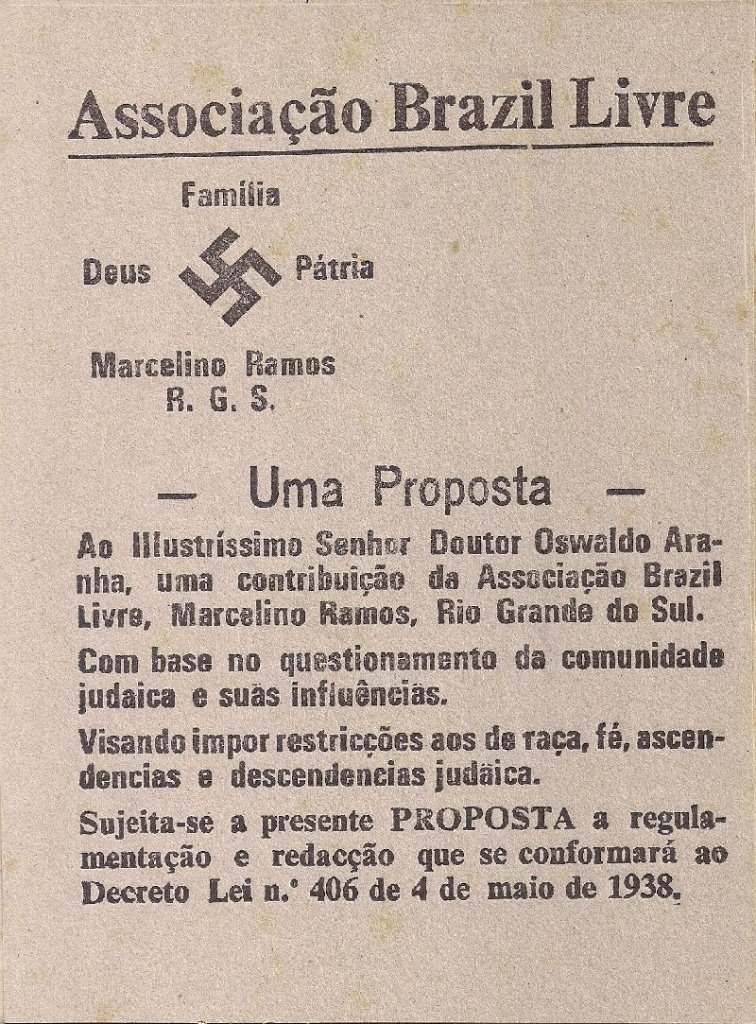
Nella storia politica del Brasile, nel 1938 si votava la legge che avrebbe regolato l'ingresso degli stranieri. La "Associação Brasil Livre", il cui motto era "Deus, Família, Pátria", propose al ministro Osvaldo Aranha di vietare agli ebrei l'ingresso in Brasile

### Il fascismo
È però con l'avvento del fascismo che il trinomio ebbe una vasta diffusione, assumendo le forme di uno slogan ad uso propagandistico e politico, ripetuto sui muri delle case e delle fabbriche, nei libri di scuola. Lo slogan doveva esemplificare l'intera ideologia del fascismo e nelle pubblicazioni di propaganda veniva contrapposto al bolscevismo ("senza Dio,  senza patria, senza famiglia). Bruno Vespa ha sostenuto che il primo a utilizzare lo slogan in un contesto fascista sia stato Giovanni Giuriati nel 1931 in un articolo sulla rivista Gioventù fascista, in cui scrisse: "Dio e Patria. Ogni altro affetto, ogni altro dovere vien dopo." Altri osservatori hanno però sottolineato come quello di Giuriati fosse in realtà un binomio in cui mancava la famiglia e come vi siano in realtà attestazioni precedenti anche in ambito fascista.

## Utilizzo
Lo stesso slogan è stato poi utilizzato negli ambienti della destra politica del secondo dopoguerra, sia italiana  sia portoghese e brasiliana (come Deus, Pátria e Família), ma anche ungherese (come Isten, Haza, Család) e anglosassone (come God, Homeland, Family).